# اسلوپ کلاس گریمسبی
اسلوپ کلاس گریمسبی (به انگلیسی: Grimsby-class sloop) یک کلاس از اسلوپ‌ها است که طول آن ۲۶۶ فوت ۳ اینچ (۸۱٫۱۵ متر) می‌باشد.